# 普拉塔·辛格·沙阿
普拉塔普·辛格·沙阿（1751年4月16日—1777年11月17日）是尼泊尔沙阿王朝第二代国王，1775年至1777年在位。
他是沙阿王朝君主普利特维·纳拉扬·沙阿的长子。与雄才大略的弟弟巴哈都尔·沙阿不同的是，普拉塔普生性爱好奢华，将皇宫装修地富丽堂皇。1775年普利特维国王逝世后，普拉塔普继承王位。弟弟巴哈都尔流亡到英属印度的贝特蒂亚避难。不过普拉塔普在1777年便英年早逝了，由二岁的儿子拉纳·巴哈都尔·沙阿继承王位。
普拉塔普更享受宫廷生活，因此在位期间，尼泊尔疆域并未发生太大的变化。直到弟弟巴哈都尔·沙阿成为摄政王以后，尼泊尔才大幅对外扩张。